# Aldenhovener Straße 66 (Mariaweiler)

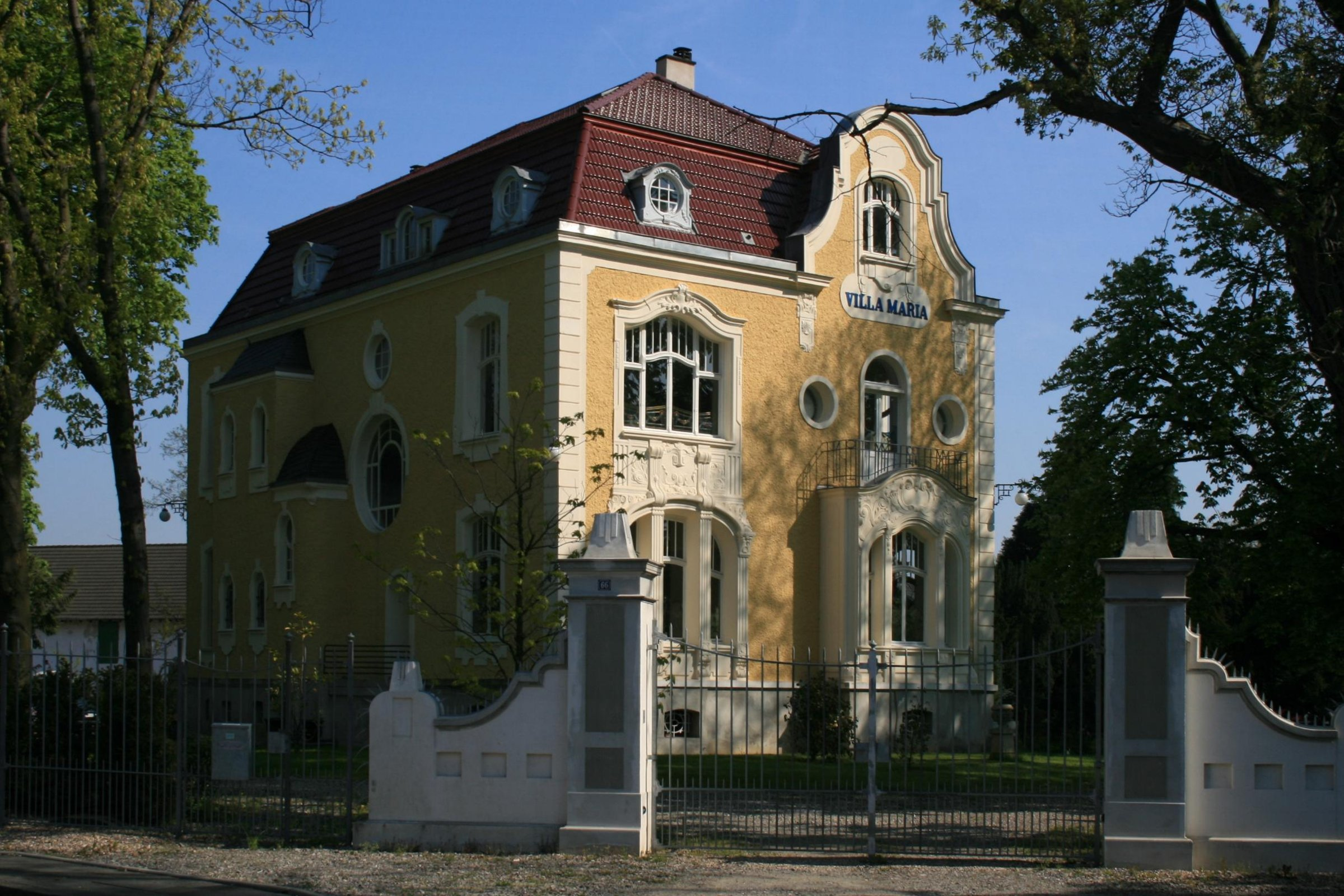

Das Gebäude Aldenhovener Straße 66  steht im Dürener Stadtteil Mariaweiler in Nordrhein-Westfalen. 
Das Wohnhaus ist die ehemalige Villa Maria, die zum daneben liegenden Getzer Hof gehörte. Die Villa wurde 1905 von Hermann-Josef Decker, Besitzer des Getzer Hofes, errichtet.
Zum Denkmal gehört auch der große Landschaftspark. Die zweigeschossige Villa ist mit reichgestalteter Stuckornamentik verziert. Das Haus hat ein Mansardenwalmdach.
Das Bauwerk ist unter Nr. 9/004 in die Denkmalliste der Stadt Düren eingetragen.